# Логор Мајданек
Мајданек био је немачки нацистички концентрациони логор у предграђу Лублина у Пољској, који је постојао током немачке окупације Пољске. Логор је био активан од 1. октобра 1941. до 22. јула 1944, када су га готово неоштећеног заузеле снаге Црвене армије. Иако је био замишљен као логор за принудни рад, а не као логор смрти, ту је умрло 79.000 људи, од којих су 59.000 пољски Јевреји.
Име Мајданек („мали Мајдан“) изведено је из имена оближње четврти града Лублина под именом Мајдан Татарски, и то је име користило локално становништво. Немачки окупатори су овај логор звали Логор ратних заробљеника вафен СС у Лублину, а од 16. фебруара 1943. Концентрациони логор Лублин.
Мајданек је био необичан међу немачким концентрационим логорима јер се налазио у близини већег града.
Крајем јуна 1944. совјетске трупе су брзо напредовале према Лублину, док су Немци у брзини евакуисали логор. Особље је успело да само делимично уништи крематоријуме пре него што је Црвена армија заузела логор 22. јула 1944. Мајданек је био најбоље очувани логор преостао из времена холокауста и први већи концентрациони логор кога су савезници ослободили. Тамо затечене страхоте су пренете у западној штампи.